# Doucier
Doucier là một xã trong vùng hành chính Franche-Comté, thuộc tỉnh Jura, quận Lons-le-Saunier, tổng Clairvaux-les-Lacs. Tọa độ địa lý của xã là 46° 39' vĩ độ bắc, 05° 46' kinh độ đông. Doucier nằm trên độ cao trung bình là 528 mét trên mực nước biển, có điểm thấp nhất là 447 mét và điểm cao nhất là 635 mét. Xã có diện tích 12,52 km², dân số vào thời điểm 2004 là 306 người; mật độ dân số là 24 người/km².

## Thông tin nhân khẩu
| 1962 | 1968 | 1975 | 1982 | 1990 | 1999 |
| ---- | ---- | ---- | ---- | ---- | ---- |
| 206  | 224  | 192  | 202  | 231  | 270  |

## Địa điểm tham quan
Nhà thờ trong Doucier được xây dựng trong thế kỉ thứ 16 và cải tạo trong thế kỉ thứ 17. Thắng cảnh tự nhiên là 3 hồ ở gần đấy: Lac de Chalain, Lac de Chambly và Lac du Val.